# Атлашевское сельское поселение
Атла́шевское се́льское поселе́ние (чув. Тутаркасси ял тăрăхĕ) — муниципальное образование в составе Чебоксарского района Чувашской Республики. Административный центр — посёлок Новое Атлашево. На территории поселения находятся 12 населённых пунктов — 1 посёлок и 11 деревень.
Главой поселения является Фомин Анатолий Викентьевич.

## Географическое положение
Сельское поселение образовано в 2004 году в соответствии с Законом Чувашской Республики от 24 ноября 2004 № 37 «Об установлении границ муниципальных образований Чувашской Республики и наделении их статусом городского, сельского поселения, муниципального района, муниципального округа и городского округа», также определившим его состав и границы.
Земли Атлашевского сельского поселения расположены на трёх участках. Основной участок, гле расположены населённые пункты поселения, граничит с Новочебоксарским городским округом (на севере); с Акулевским, Синьяльским, Шинерпосинским сельскими поселениями Чебоксарского района (на юго-западе, северо-западе и западе, соответственно); с Тувсинским сельским поселением Цивильского района (на юге); с Первочурашевским (на юго-востоке), Сутчевским и Шоршелским (на востоке) сельскими поселениями Мариинско-Посадского района. Второй участок расположен в левобережье Волги, ограничен землями Республики Марий Эл (на севере), Куйбышевского водохранилища (на юге) и Новочебоксарского городского округа (на юго-западе). Третий участок расположен на волжском острове, который между собой делят Чувашская Республика и Республика Марий Эл.

## Населённые пункты
На территории поселения находятся следующие населённые пункты:
| №  | Населённый пункт | Тип населённого пункта          | Население |
| -- | ---------------- | ------------------------------- | --------- |
| 1  | Алатырькасы      | деревня                         | ↗62       |
| 2  | Алымкасы         | деревня                         | ↗85       |
| 3  | Атлашево         | деревня                         | ↗434      |
| 4  | Верхний Магазь   | деревня                         | ↗181      |
| 5  | Ердово           | деревня                         | ↗291      |
| 6  | Кодеркасы        | деревня                         | ↗292      |
| 7  | Липово           | деревня                         | ↗217      |
| 8  | Нижний Магазь    | деревня                         | ↗240      |
| 9  | Новое Атлашево   | посёлок, административный центр | ↗3753     |
| 10 | Толиково         | деревня                         | ↘201      |
| 11 | Томакасы         | деревня                         | ↘6        |
| 12 | Ураево-Магазь    | деревня                         | ↗177      |

## Население
| 2010  | 2012  | 2013  | 2014  | 2015  | 2016  | 2017  |
| ----- | ----- | ----- | ----- | ----- | ----- | ----- |
| 7209  | ↗7221 | ↘7212 | ↗7231 | ↘7037 | ↘6909 | ↘6845 |
| 2018  | 2019  | 2020  | 2021  |       |       |       |
| ↘6765 | ↘6725 | ↗6745 | ↘6664 |       |       |       |

## Организации
На территории поселения расположено множество организаций производственной и непроизводственной сферы, предприятия торговли и общественного питания, две школы, детский сад, библиотеки, участковая больница, фельдшерско-акушерский пункт. Действует ряд общественных организаций.